# Carlyle August Luer
Carlyle August Luer est un botaniste américain, né le 23 août 1922 et mort le 9 novembre 2019, qui se spécialisa dans l’étude des orchidées et qui fut conservateur au Jardin botanique du Missouri.

## Biographie
Carlyle August Luer passe sa prime jeunesse dans l'Illinois, puis poursuit des études de médecine à la School of Medicine de l'université Washington de Saint-Louis au Missouri qu'il termine en 1946 et devient chirurgien à Sarasota en Floride. C'est un collectionneur réputé d'orchidées pour lesquelles il consacre ses loisirs, les cultivant dans son jardin et les photographiant au cours de ses voyages. Il abandonne la chirurgie au bout de presque trente ans de pratique, en 1975, et s'adonne alors complètement à sa passion.
Il devient collaborateur au jardin botanique Mary Selby de Saratosa (dont il est le cofondateur) et découvre des centaines de nouvelles espèces à y acclimater. Il est ensuite nommé conservateur senior au Jardin botanique du Missouri à Saint-Louis du Missouri. Il effectue avec son épouse Jane de nombreuses expéditions en Amérique centrale et en Amérique du Sud pour étudier les orchidées dans leur environnement sauvage. Il prend l'habitude de les dessiner au crayon à son retour chez lui, avec souvent l'aide d'un microscope. Lorsqu'il se rend compte que cette espèce n'entre pas dans ses milliers de fiches classées, il l'ajoute à sa liste des nouvelles espèces, et la redessine à l'encre.
Luer a décrit au cours de sa carrière plus de 1 500 nouvelles espèces et douze nouveaux genres d'orchidées qui firent l'objet de vingt-huit publications des éditions du jardin botanique du Missouri. Il est également l'auteur de deux livres de référence : The Native Orchids of Florida et The Native Orchids of the United States and Canada Excluding Florida, édités par les éditions du jardin botanique de New York, pour la Société américaine des orchidées.
Carlyle Luer est également un bibliophile passionné et un collectionneur ardent de porcelaine. Il est père de cinq enfants et grand-père de douze enfants.

## Quelques publications
- P.M. Brown (auteur), S. Folsom (illustrateur). 2006. Wild Orchids of Florida: With References to the Atlantic and Gulf Coastal Plains, éd. University Press of Florida; Exp Upd ed. 432 pp.  (ISBN 0813029333) (préface de C.A. Luer)

- 2004 Icones pleurothallidinarum, vol. 1-15 en CD-ROM, éd. Missouri Botanical Garden Press

- 2004 Pleurothallis subgenus Acianthera and three allied subgenera: Addenda to Brachionidium, Dracula, Lepanthes, Platystele, Pleurothallis, Porroglossum and Masdevallia new genera and combination, éd. Missouri Botanical Garden, 265 pp.

- 1994 Icones Pleurolthallidinarum XI: Lepanthes Subgenus Brachycladium and Pleurothallis Subgenera Aenigma, Elongatia, and Kraenzlinella , éd. Missouri Bot. Garden Press.  (ISBN 0915279290)

- 1991 Systematics of Lepanthopsis Octomeria subgenus Pleurothallopsis, Restrepiella, Restrepiopsis, Salpistelle and Teagueia: addenda to Platystele, Porroglossum and Scaphosepalum, éd. Missouri Botanical Garden, 161 pp.

- 1975 The Native Orchids of the United States and Canada Excluding Florida, éd. Amer. Orchid Soc. (OCLC 1348145)